# Rivière Saint-Régis (Roussillon)
Pour les articles homonymes, voir Saint-Régis.
La rivière Saint-Régis est un tributaire de la rive-sud du fleuve Saint-Laurent. La rivière Saint-Régis coule dans la municipalité de Saint-Isidore, de Saint-Constant et de Sainte-Catherine, dans la municipalité régionale de comté de Roussillon, dans la région administrative de la Montérégie, au sud-ouest du Québec, au Canada.

## Géographie
Les principaux bassins versants voisins de la rivière Saint-Régis sont :
- côté nord : voie maritime du Saint-Laurent, fleuve Saint-Laurent ;
- côté est : rivière Saint-Pierre (Saint-Constant) ;
- côté sud : rivière Noire, rivière de l'Esturgeon, rivière Châteauguay ;
- côté ouest : rivière Suzanne, ruisseau De Lorimier, rivière Châteauguay ;

D'une longueur d'environ 20 km et couvrant une superficie de 92 km2, la rivière Saint-Régis prend sa source d'un ensemble de ruisseaux agricoles autour du village de Saint-Isidore, situé au nord-est de la ville de Saint-Rémi, à l'est de la ville de Mercier et au sud de Châteauguay.
La rivière Saint-Pierre est tributaire à la rivière Saint-Régis.
La rivière prend sa source dans un réseau dense de cours d'eau et fossés agricoles qui drainent le flanc nord du Plateau de Saint-Michel. Cette entité topographique s'avance vers l'ouest jusqu'à Mercier, marquant ainsi la limite de partage des eaux entre la rivière Saint-Régis et la rivière de l'Esturgeon. L'aquifère suprarégional est rechargé à Saint-Michel et Saint-Rémi et s'écoule ensuite dans toutes les directions, les courants ouest et nord ouest s'écoulant dans le bassin versant de la Saint-Régis. L'aquifère régional est quant à lui rechargé dans les Adirondacks, aux États-Unis et en moindre mesure dans le Rocher, au sud-ouest d'Huntington et au Covey Hill.
Les eaux souterraines de la nappe phréatique locale dépendant du niveau de la rivière, avec un décalage dans le temps. Le till perméable est exposé sous la rivière, ce qui permet à la rivière de recharger la nappe, surtout que le till se trouve sous la couche argileuse imperméable. Le niveau piézométrique de la nappe phréatique descend proportionnellement avec le cours d'eau, en passant de 18,4m en amont, à 13,10m en aval.
À partir du village de Saint-Isidore, la rivière Saint-Régis coule vers le nord-est en territoires agricoles. La rivière est longée du côté nord-ouest par l'Autoroute 30 et Autoroute 730. Après avoir traversé sous le pont de l'Autoroute 30, la rivière Saint-Régis traverse vers le nord-est le chemin de fer et la ville de Saint-Constant ; puis elle traverse la route 132 dans la ville de Sainte-Catherine où elle recueille les eaux de la rivière Saint-Pierre (Saint-Constant). Puis la rivière sur 2,6 km dans Sainte-Catherine jusqu'à son embouchure.
L'embouchure de la rivière Saint-Régis est situé tout près de l'écluse de Côte-Sainte-Catherine, à 3 km en amont de l'embouchure de la rivière de la Tortue (Delson). L'embouchure est situé en face des rapides de Lachine sur le fleuve Saint-Laurent.
La rivière Saint-Régis est bordée par les chemins du rang Saint-Régis-nord et Saint-Régis-Sud. Beaucoup de résidences privées ont été aménagées entre le village de Saint-Isidore et la route 221 à Saint-Isidore-Jonction.
La largeur du lit moyenne est de 4 m et sa profondeur d'environ 20 à 30 cm. Les talus présentent une hauteur d'environ 4 à 5 m et les dépôts sont principalement du sable, du limon de l'argile et des débris organiques tandis que le substrat du lit est constitué de cailloux, graviers, sable et sédiments fins. Tout au long de la rivière la pente est assez douce.
Depuis l'urbanisation des années 1960, le trajet de la rivière a été fortement modifié pour des fins de drainages.

## Écologie
Les alentours de la rivière sont riches en biodiversité animale et végétale. Quatre espèces d'oiseaux aquatiques s'y retrouvant sont en situation précaire, plusieurs espèces de poissons et de mammifères sillonnent le bassin. Plusieurs sites favorables au lézardage et la ponte des tortues se retrouvent aux abords de la rivière. De nombreux aubépines poussent dans le lit de la rivière.
Les rejets chimiques des nombreuses fermes sur le territoire de la rivière expliquent certainement l'abondance marquée d'algues filamenteuses, indice d'une qualité d'eau relativement mauvaise. Les substances d'entretien des routes et de l'autoroute 30 se retrouvent également inévitablement dans la rivière ce qui altère sa qualité au printemps mais ne dépasse toutefois pas les limites.
Il y a de 26 à 34 pesticides détectés. 97% à 100% de ces échantillons dépassaient le critère de vie aquatique chronique. 33% des échantillons pour le néonicotinoïde thiaméthoxame, aussi connu sous le nom de pesticide "tueur d'abeilles", dépassaient le critère de vie aquatique aigu, avec un maximum de dépassement du critère de toxicité de 22,5 fois. Le chlorpyrifos, une insecticide hautement toxique dépassait lui aussi le critère de vie aquatique pour 30% des échantillons.
La qualité de la rivière est jugée très mauvaise. Une station de contrôle située au pont de la rue Brébeuf a obtenu un IQBP (indice de qualité bactériologique et physico-chimique de l'eau) médian de 3 sur une échelle de 0 à 100.
La rivière fait face a un sérieux problème d'érosion des berges. La section située à Sainte-Catherine présente presque totalement un niveau d'érosion moyen à élevé et extrême dans les méandres. La ville de Sainte-Catherine a d'ailleurs entreprit une vaste opération de stabilisation des berges qui devrait se dérouler en 2018-2019 et au coût de 7,8 millions de dollars.

## Inondations
En début novembre d'importantes précipitations liquides et solide ont entrainé d'importantes inondations. 170 mm de pluie sont tombés en 30h, un record absolu. Plus de 400 maisons ont été évacuées. Le niveau de l'eau atteignait presque la route au pont du boulevard Saint-Laurent, là ou la hauteur entre le pont et la rivière est habituellement de 3-4m. Depuis une station de pompage a été construite aux abords de la rivière, à côté du boulevard des Écluses.

## Toponymie
Le toponyme "Rivière Saint-Régis" a été officialisé le 5 décembre 1968 à la Commission de toponymie du Québec.
La ville de Sainte-Catherine considère le tronçon de la rivière entre la jonction avec la rivière Saint-Pierre et l'embouchure comme étant la rivière du Portage. Toutefois, le gouvernement québécois le considère comme la rivière Saint-Régis.

## Faits divers
Une zone tout près de l'embouchure présente un important potentiel archéologique.
Lors de travaux de prévention d'inondations, la section de la rivière entre la route 132 et l'embouchure fut totalement asséchée pour une durée de 48 heures.